# 歌姫 〜センチメンタル女性ヴォーカリスト〜
『歌姫 〜センチメンタル女性ヴォーカリスト〜』（うたひめ 〜センチメンタル じょせい ヴォーカリスト〜）は、さまざまな女性ヴォーカリストの楽曲を集めたコンピレーション・アルバム。2009年2月4日発売。発売元は、Sony Music Direct。規格品番はMHCL-1477。

## 解説
1973年8月発売の南沙織「色づく街」から1983年5月発売の薬師丸ひろ子「探偵物語」まで、約10年間の間に発表された女性ボーカルのヒット・ソングを集めた、「歌姫」シリーズの第2弾。
とりわけ1978年に発売された楽曲が多く、同年のオリコン年間ヒットチャートにランクインした「飛んでイスタンブール」（第19位）、「かもめが翔んだ日」（第20位）、「みずいろの雨」（1979年の第32位）、「東京ららばい」（第38位）、「かもめはかもめ」（第39位）、「たそがれマイ・ラブ」（第40位）の計6曲が収録されている。

## 収録曲
1. 赤いスイートピー（1982年1月21日）
  - 作詞: 松本隆、作曲: 呉田軽穂、編曲: 松任谷正隆
  - 歌: 松田聖子、1982年のオリコン年間ヒットチャート第12位。
  - 第11回FNS歌謡祭・編曲賞受賞曲。初めて松任谷由実から提供を受けた楽曲である。
2. 五番街のマリーへ（1973年10月25日）
  - 作詞: 阿久悠、作曲・編曲: 都倉俊一
  - 歌: ペドロ&カプリシャス、のちに髙橋真梨子がセルフカヴァーした。
3. 夢先案内人（1977年4月1日）
  - 作詞: 阿木燿子、作曲: 宇崎竜童、編曲: 萩田光雄
  - 歌: 山口百恵、1977年のオリコン年間ヒットチャート第21位。
  - 第6回東京音楽祭世界大会・銅賞。
4. ダンスはうまく踊れない（1977年4月21日）
  - 作詞・作曲: 井上陽水、編曲: 矢野誠
  - 歌: 石川セリ、のちに井上陽水がセルフカヴァー[2]、高樹澪[3]や中森明菜[4]らもカヴァーした。
5. たそがれマイ・ラブ（1978年8月5日）
  - 作詞: 阿久悠、作曲・編曲: 筒美京平
  - 歌: 大橋純子、1978年のオリコン年間ヒットチャート第40位。
6. 私はピアノ（1980年7月25日）
  - 作詞・作曲: 桑田佳祐、編曲: 松井忠重
  - 歌: 高田みづえ、1980年のオリコン年間ヒットチャート第33位。
  - サザンオールスターズ（ボーカルは原由子[5]）のカヴァー。
7. どうぞこのまま（1976年7月5日）
  - 作詞・作曲: 丸山圭子、編曲: 青木望
  - 歌: 丸山圭子、1977年のオリコン年間ヒットチャート第32位。
  - 2ndアルバム『黄昏めもりぃ』（1976年3月[6]）からリカットされた。
8. フィーリング（1976年12月1日）
  - 日本語作詞: なかにし礼、作曲: Morris Albert・Louis Gaste、編曲: 田辺信一
  - 歌: ハイ・ファイ・セット、1977年のオリコン年間ヒットチャート第10位。
9. 雨の物語（1977年3月25日）
  - 作詞・作曲: 伊勢正三、編曲: 石川鷹彦・木田高介
  - 歌: イルカ、のちに風がセルフカヴァーした[7]。
10. 想い出まくら（1975年5月25日）
  - 作詞・作曲: 小坂恭子、編曲: 福井峻
  - 歌: 小坂恭子、1975年のオリコン年間ヒットチャート第3位。
11. 私は泣いています（1974年3月5日）
  - 作詞・作曲: りりィ、編曲: 木田高介
  - 歌: りりィ、1974年のオリコン年間ヒットチャート第12位。
12. かもめはかもめ（1978年3月25日）
  - 作詞・作曲: 中島みゆき、編曲: 若草恵
  - 歌: 研ナオコ、1978年のオリコン年間ヒットチャート第39位。
  - アルバム『かもめのように』（1977年10月25日）からシングルカットされた。
13. 探偵物語（1983年5月25日）
  - 作詞: 松本隆、作曲: 大滝詠一、編曲: 井上鑑
  - 歌: 薬師丸ひろ子、1983年のオリコン年間ヒットチャート第4位。
  - 薬師丸ひろ子主演の角川映画『探偵物語』テーマ・ソング。
14. 色づく街（1973年8月21日）
  - 作詞: 有馬三恵子、作曲・編曲: 筒美京平
  - 歌: 南沙織、1973年のオリコン年間ヒットチャート第37位。
  - 麻丘めぐみ、髙橋真梨子、水野美紀らがカヴァーして音源化されている。
15. 木綿のハンカチーフ（1975年12月21日）
  - 作詞: 松本隆、作曲: 筒美京平、編曲: 筒美京平・萩田光雄
  - 歌: 太田裕美、1976年のオリコン年間ヒットチャート第4位。
  - 3rdアルバム『心が風邪をひいた日』（1975年12月5日[8]）から別アレンジにてシングルカットされた。
16. 東京ららばい（1978年3月21日）
  - 作詞: 松本隆、作曲・編曲: 筒美京平
  - 歌: 中原理恵、1978年のオリコン年間ヒットチャート第38位。
17. みずいろの雨（1978年9月5日）
  - 作詞: 三浦徳子、作曲: 八神純子、編曲: 大村雅朗
  - 歌: 八神純子、1979年のオリコン年間ヒットチャート第32位。
18. かもめが翔んだ日（1978年4月21日）
  - 作詞: 伊藤アキラ、作曲: 渡辺真知子、編曲: 船山基紀
  - 歌: 渡辺真知子、1978年のオリコン年間ヒットチャート第20位。
  - 第20回日本レコード大賞・最優秀新人賞受賞。
19. 飛んでイスタンブール（1978年4月1日）
  - 作詞: ちあき哲也、作曲: 筒美京平、編曲: 船山基紀
  - 歌: 庄野真代、1978年のオリコン年間ヒットチャート第19位。
20. 魅せられて（1979年2月25日）
  - 作詞: 阿木燿子、作曲・編曲: 筒美京平
  - 歌: ジュディ・オング、1979年のオリコン年間ヒットチャート第2位。
  - 第21回日本レコード大賞・大賞受賞曲。